# Córrego do Bom Jesus
Córrego do Bom Jesus é um município brasileiro do estado de Minas Gerais, localizado na Região Imediata de Pouso Alegre. É um pólo turístico em forte crescimento na Serra da Mantiqueira, sendo parte do circuito turístico Serras Verdes do Sul de Minas.

## História
Os primeiros habitantes do território onde hoje está localizado o município foram integrantes dos povos indígenas. Não se sabe ao certo qual comunidade indígena e como se deu o contato entre eles e os europeus, mas o certo é que a fundação do povoado ocorreu entre 1865 e 1880.
Seu fundador foi Joaquim Bueno de Morais, que doou um terreno para a formação do patrimônio de uma capela. A capela foi erguida em homenagem ao Senhor Bom Jesus, cuja imagem foi esculpida em Portugal por Manoel Soares de Oliveira e pintada pelo dourador João Teixeira, em 1873.
O povoado foi elevado a distrito em 1889, com o nome de Bom Jesus do Córrego. Através da Lei N° 1039 de 12 de dezembro de 1953 foi criado o município, ato assinado pelo então governador do estado Dr. Juscelino Kubitschek de Oliveira. A mesma lei mudou a denominação para Córrego do Bom Jesus. Seu primeiro administrador foi o Intendente Municipal, o Sr. Domingos do Amaral Júnior.

## Administração

### Primeira eleição
No dia 3 de outubro de 1954, realizou-se a primeira eleição municipal, foi eleito para Prefeito Luiz Chiaradia Canjani e Vice-Prefeito João Batista do Nascimento.
Para vereadores foram eleitos:
- Arlindo Cândido de Alvarenga,
- Antônio Dias de Medeiros,
- Jorge Cândido de Almeida,
- Leopoldo Moreira,
- Benedito Moreira Barbosa,
- Felizindo Finamor,
- Joaquim Pereira Borges,
- José Matilde do Nascimento e
- Francisco Rodrigues de Godói.

A primeira Mesa Diretora da Câmara Municipal de Vereadores era formada pelos seguintes membros:
- Arlindo Cândido de Alvarenga - Presidente
- Antônio Dias de Medeiros - Vice-Presidente
- Leopoldo Moreira - Secretário

### Os prefeitos
No dia 3 de Outubro de 1954 foi eleito o primeiro prefeito eleito: Luiz Chiaradia Canjani por 4 anos
E os que seguiram:
- Antônio Dias Medeiros - 4 anos.
- Luiz Chiaradia Canjani - 4 anos.
- Sebastião Cardoso - 4 anos.
- Luiz Chiaradia Canjani - 2 anos.
- José Marques - 4 anos.
- Antônio Marcondes da Silva - 6 anos.
- José Ribeiro de Alvarenga - 6 anos.
- Antônio Marcondes da Silva - 4 anos.
- Savério Chiaradia - 4 anos.
- Laércio do Carmo da Silva - 8 anos.
- João Batista Ribeiro - 4 anos.
- Jose Rodrigues da Silva - 8 anos.
- Eliana de Fátima Alves e Silva - 8 anos.
- João Gabriel Dias Ribeiro - 2025 até a atualidade.

Cada um desses prefeitos ajudaram o município a se desenvolver, construindo as caixas d’água que abastecem a população, calçamento das ruas, criação de escolas estaduais e municipais, as duas prefeituras, cinema, clube, garagem, praça, estradas, creche, campo, telefone, torre para televisão, mudança da estrada Córrego-Cambuí, asfaltamento da mesma, pontes, coretos, etc.

### Juiz de Paz
A primeira eleição para Juiz de Paz da Freguesia do Bom Jesus do Córrego, como era conhecida o povoado foi feita em 3 de Agosto de 1890 e foram eleitas três pessoas:
- Firmino Lopes do Santos,
- Francisco Teodoro Lopes e
- Vicente Marques da Silva.

## Rodovias
A principal rodovia que corta o município é a MG-295.

## Santuário do Bom Jesus
Com a doação de um terreno feita pelo Sr. Joaquim Bueno de Morais e sua esposa Dona Dionísia Bueno de Vasconcelos, em 1865, para a construção da capela, o povoado ao Bom Jesus começou a ser fundado.
Joaquim Bueno tentou levantar sozinho a primeira capela de Córrego no terreno doado, mas não conseguiu. Então com a ajuda do Vigário da paróquia de Cambuí, Padre Caramuru, convocou uma reunião no dia 25 de agosto de 1872, na sacristia da Igreja Matriz de Cambuí, com as principais figuras da cidade e do bairro do Córrego, para darem procedimento às obras.
Nesta reunião foi eleita a Comissão de Obras e constituída a festa do Senhor Bom Jesus no dia 6 de agosto. O Sr. Joaquim Bueno de Morais expôs como Procurador tudo o que ele já havia realizado para a construção da Capela. O Presidente da Comissão Padre Caramuru propôs que na ata constasse um voto de louvor ao Sr. Joaquim Bueno de Morais, por ter tomado sobre si desde o começo a tarefa da construção da capela do Sr. do Bom Jesus do Córrego.
José Tibúrcio de Salles foi contratado pela comissão por oitocentos mil réis para construção da Capela.

### A paróquia
A Paróquia do Córrego do Bom Jesus foi criada, ainda pela Diocese de São Paulo, em 1899. Segundo documento, a criação da Paróquia foi através de um requerimento do Vigário de Cambuí, Pe. José da Silva Figueiredo Caramurú. O documento que temos é uma provisão assinada por Mons. Dr. Tergo O’Connor D...,Vigário Geral do Bispado.
Autoriza a escrever os livros paroquiais e transcrever o citado documento "e tudo mais que lhe aprouver" ao pároco Vicente Maria Sansoni da capella do Córrego hoje freguesia curada. Subscreve Pe. José Marcondes de Araújo Silva, secretário do Bispado". O documento foi transcrito, assinado e afixado pelo Pe. Caramurú, em 20 de fevereiro de 1899.

### Santuário
Para que a igreja possa se tornar Santuário, ela precisa ter um motivo especial e um fluxo de romeiros que venham visitar o local, além de uma autorização especial com a bênção do Bispo Arquidiocesano. Após esse processo, o histórico da paróquia tem de ser encaminhado a Santa Sé com o pedido de bênção ao Santo Padre, o Papa.
Segundo o Livro de Tombo da Paróquia, a consagração canônica como Santuário aconteceu em 1911, durante a visita Pastoral do 2º Bispo de Pouso Alegre, Dom Assis. Em 1972, 90 anos após a chegada da Imagem, foi construída a atual Igreja pelo Vigário Cônego Foch Morais Teixeira, juntamente ao povo e dedicada a Comissão Fundadora. A Igreja foi benta pelo Arcebispo Dom José D’Angelo Neto e consagrada como Santuário do Senhor Bom Jesus.
A Paróquia Santuário Bom Jesus tem 17 comunidades rurais, e na sede tem a Igreja Matriz Santuário e a Igreja de São Benedito, ao lado da creche e casa de retiro dirigida pelas Irmãs Claretianas, fundada por Christovam Chiaradia.
A arquidiocese dividiu-se em Setores de Pastorais, sendo que o "Setor Fernão Dias" abrange as cidades de Estiva, Cambuí, Bom Repouso, Senador Amaral, Córrego do Bom Jesus, Camanducaia, Itapeva, Extrema e Toledo. Um estandarte do Bom Jesus do Córrego percorre estas Paróquias do setor como um símbolo desta Centenária devoção e religiosidade do povo.

### Senhor Bom Jesus
Logo após as primeira providências para a construção da capela, a Comissão de obras planejou comprar uma imagem do Padroeiro o Sr. Bom Jesus. A doação da quantia de quatrocentos e tantos mil réis, utilizada na aquisição da Imagem foi feita por Joaquim Vicente da Silva, membro da Comissão.
A imagem do padroeiro foi confeccionada em Portugal, pelo escultor Manoel Soares de Oliveira e pintada por João Teixeira especialmente para umas das Igrejas do Império do Brasil.
No dia 17 de junho de 1873 os jornais da cidade do Porto, "Comércio do Porto" e "O Progresso Comercial" falaram sobre o escultor e a exposição da imagem no Porto. Entre as especificações estava o tamanho natural da imagem, e a expressão de dor na fisionomia do Senhor preso em um dos Passos da Paixão de Jesus, apresentado ao povo pelo juiz, flagelado e coroado de espinhos. Outros jornais do Porto, como "A Palavra", o "Primeiro de Janeiro" e o "Jornal da Manhã", também se manifestaram no mesmo sentido.

### Chegada da imagem
A histórica imagem foi trazida do Rio de Janeiro em um carro de bois em 1873. Segundo uma transcrição do jornal "A Propaganda" de 22 de setembro de 1904, a imagem começou a ser ovacionada e transportada pelo povo em Jaguary.
A imagem foi abençoada e veio em procissão com a música do Sr. Brito, até a entrada do Córrego, na época freguesia, onde aconteceu o encontro com a imagem de Nossa Senhora, acompanhada de mulheres e de música do Sr. Quintino.
O Reverendo Caramuru falou para milhares de pessoas sobre a bondade de Deus para com os homens, perdoando-lhes até na hora em que o mataram, e exaltou os fieis como um exército comandado pelo coração e obedecendo pelas lágrimas.
A procissão seguiu por ruas cobertas de folhas e flores, com as janelas embandeiradas. Ao entrar na matriz o Reverendíssimo Padre João Borges Soares de Figueiredo pediu a todo que rezassem um Pai Nosso, para aquele que mandou vir do Porto aquela imagem soberanamente perfeita.
Assim ficaram estabelecidas as festas do Senhor Bom Jesus do Córrego, onde os devotos poderão encontrar-se com um povo religioso e hospitaleiro.

### A festa do Bom Jesus
A primeira festa aconteceu antes da chegada da imagem de Bom Jesus em 1873. Conhecida como "Festa do Córrego" ou " Festa de Agosto", a cada ano atrai mais festeiros e devotos que iniciam a novena no dia 26 de julho. A festa do Bom Jesus traz todos os anos a alegria e aumenta a religiosidade daqueles que participam dela.
Mas tudo era festivo. Enfeitavam as casas e ruas com fitas e bandeirinhas. Os visitantes vinham "para ranchar", esta era a expressão, levantando uma barraca ou arranjando uma casa. Os festeiros entravam triunfalmente no local com os seus carros de boi também enfeitados de faixas, fitas coloridas.
E os preparativos ? Com antecedência deviam fazer doces da melhor qualidade,  biscoitos e bolos, que eram repartidos fartamente ao povo. Córrego sempre contou com pessoas que primaram em dotes culinários, como também enfeites, etc..
Lembramos, no seu tempo, as belas serenatas que eram tradição e seus seresteiros maravilhosos.
Dia (06) seis de agosto era o "Grande Dia". O povo lotava a antiga igreja onde estava o Senhor Bom Jesus e participava de atos religiosos sempre solenes.